# Côte Bleue Marine
Côte Bleue Marine este o arie protejată (sit de importanță comunitară — SCI) din Franța întinsă pe o suprafață de 18.887,04 ha, integral pe uscat.

## Localizare
Centrul sitului Côte Bleue Marine este situat la coordonatele 43°17′41″N 5°06′44″E / 43.29472°N 5.11222°E.

## Înființare
Situl Côte Bleue Marine a fost declarat arie specială de conservare în baza directivei 92/43 din 1992 referitoare la conservarea habitatelor naturale și a faunei și florei sălbatice pentru a proteja 2 specii de animale.

## Biodiversitate
Situată în ecoregiunea mediteraneană, aria protejată conține 6 habitate naturale: Bancuri de nisip acoperite în permanență slab de apă marină, Golfuri mici largi și golfuri puțin adânci, Straturi cu Posidonia (Posidonion oceanicae), Peșteri marine scufundate complet sau parțial, Terase mlăștinoase și terase nisipoase neacoperite de apă la reflux, Recifuri.
La baza desemnării sitului se află mai multe specii protejate:
- mamifere (1): delfin mare (Tursiops truncatus)
- reptile (1): Caretta caretta